# 布塞拉里亚军区
布塞拉里亚军区（希臘語：Βουκελλάριον θέμα，转写：Boukellarion thema）是拜占庭帝国位于小亚细亚北部的一个军区，位于今土耳其境内。其设立于8世纪中期，领土囊括了古时帕夫拉戈尼亚的大部分区域以及加拉太与弗里吉亚的部分地区。

## 历史

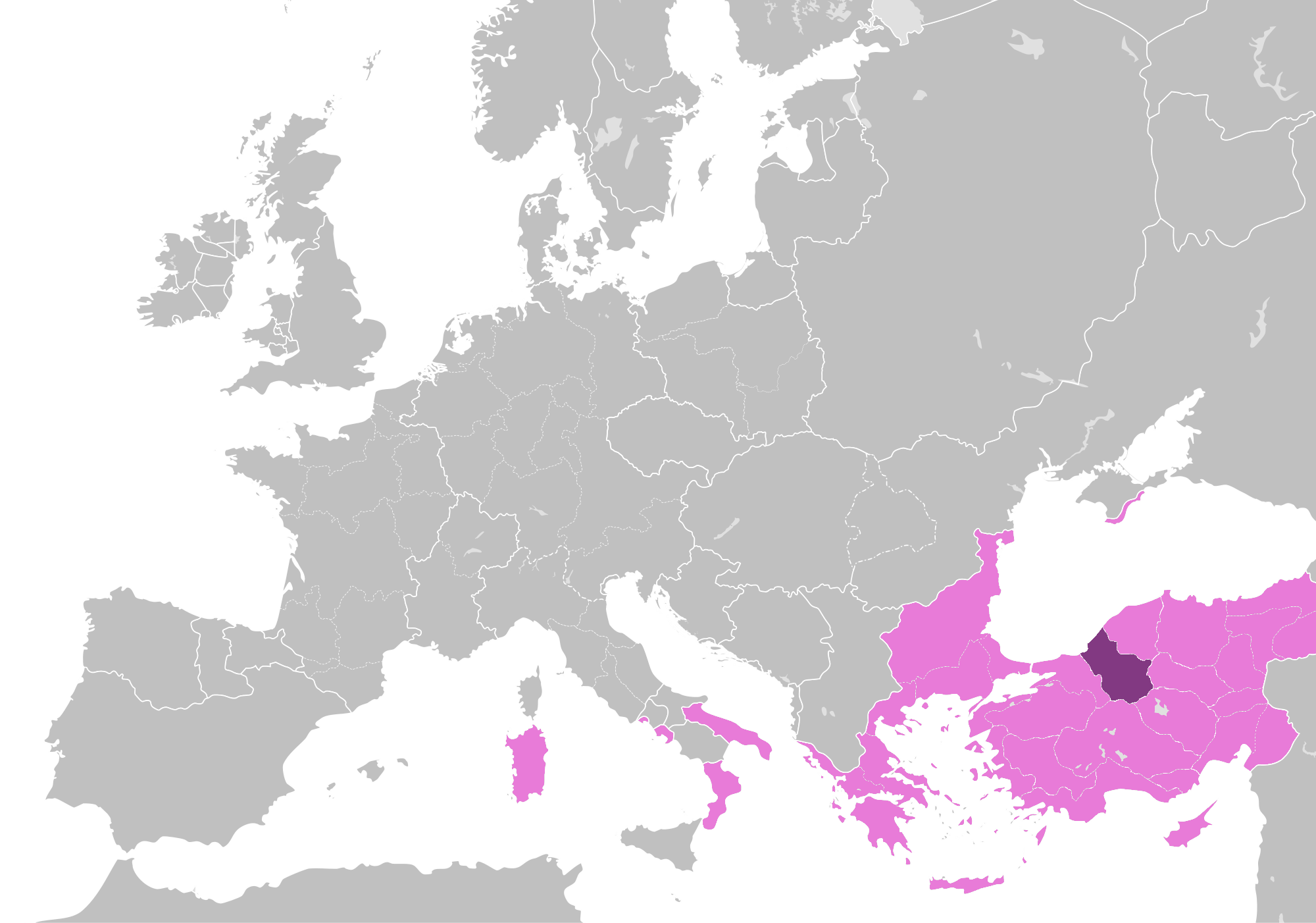
布塞拉里亚军区在拜占庭帝国的位置

军区由君士坦丁五世在743至767年之间的某个时间，奥普西金军区司令阿尔塔瓦兹德叛乱之后，与奥普提马顿军区一同从奥普西金军区分离出来，作为皇帝降低其权力政策的一部分。军区名字来源于罗马帝国古代晚期名为「布塞拉里」的哥特或罗马精英骑兵私人卫队。到7世纪早期，奥普西金升格成为正式军区之前，其建立的精英军团由指挥（domestikos）掌管。布塞拉里亚将军于767年被首次证实存在，其治所位于奥普西金前首府安基拉，位列第二等级，领有30金镑年薪。根据阿拉伯地理学家的来源，其掌管有8,000名士兵。克勞狄歐波利斯是唯一被证实的下辖分军区。尽管其最早是一个骑兵军区，但它与后来的帕夫拉戈尼亚军区都有一支小型舰队在黑海上活动。两军区海军督军（katepano）的印信最早于10世纪被证实，然而证据表明，10世纪时舰队是由商船和运输船组成，而非战舰。。
起初，布塞拉里亚军区自黑海向安那托利亚高原中部延伸，西邻奥普提马顿与奥普西金军区，南接安纳托利亚军区，东为亚美尼亚军区。到9世纪，可能为820年左右，军区北部，可能与亚美尼亚军区部分领土一起，被拆分组成了新的帕夫拉戈尼亚军区。后来其领地被「智者」利奥六世进一步缩减，南部与东南部的八个旗组成了新的卡帕多西亚军区与哈尔希安军区。到了9世纪，其下辖有两个城镇和十三座要塞，10世纪时据记载辖有五个城镇。军区于1071年的曼齐刻尔特战役之后被塞爾柱王朝侵占，但是「布塞拉里亚」作为一个地理名称，直至1263年之前仍出现在拜占庭文献之中。

### 脚注
1. 1 2 3 4  Kazhdan 1991，第316頁.
2. ↑  Lounghis 1996，第28–32頁.
3. ↑  Treadgold 1995，第29, 71頁.
4. 1 2 3 4 5 6 7  Gyftopoulou & Velentzas 2005.
5. ↑  Lounghis 1996，第31–33頁.
6. ↑  Lounghis 1996，第29–30頁.
7. ↑  Kazhdan 1991，第316–317頁.
8. ↑  Kazhdan 1991，第317頁.

### 书籍
- Gyftopoulou, Sofia; Velentzas, Georgios. . Encyclopedia of the Hellenic World, Asia Minor. Foundation of the Hellenic World. May 24, 2005  [7 October 2009]. （原始内容存档于11 August 2011）.
- Kazhdan (编). . New York and Oxford: Oxford University Press. 1991. ISBN 978-0-19-504652-6.
- Lounghis, T. C. . Byzantine Symmeikta. 1996, (10): 27–36  [2019-03-05]. ISSN 1105-1639. （原始内容存档于2015-11-21）.
- Pertusi, A. . Rome, Italy: Biblioteca Apostolica Vaticana. 1952 （意大利语）.
- Treadgold, Warren T. . Stanford, California: Stanford University Press. 1995  [2019-03-05]. ISBN 0-8047-3163-2. （原始内容存档于2020-06-01）.

## 延伸阅读
- Haldon, John F. . London, United Kingdom: University College London Press (Taylor & Francis Group). 1999  [2019-03-05]. ISBN 1-85728-495-X. （原始内容存档于2020-06-25）.